# Satz von Schützenberger
Der Satz von Schützenberger, benannt nach dem französischen Mathematiker Marcel-Paul Schützenberger,  ist ein Satz aus der Theorie der Blockpläne, einem Teilgebiet der Mathematik, welches zwischen Kombinatorik und endlicher Geometrie angesiedelt ist. Der Satz gibt eine der ersten notwendigen Bedingungen für die Existenz gewisser symmetrischer Blockpläne an.

## Formulierung des Satzes
Ist {\displaystyle v} eine gerade Zahl, so ist es für die Existenz eines symmetrischen {\displaystyle 2{\text{-}}(v,k,\lambda )}-Blockplans notwendig, dass {\displaystyle n=k-\lambda }, die Ordnung des Blockplans, eine Quadratzahl ist.

## Beweisskizze
Die zu dem Blockplan gehörige Inzidenzmatrix {\displaystyle A} erfüllt stets die Gleichung
{\displaystyle A{A^{T}}=nI+\lambda J},
wobei {\displaystyle I} die {\displaystyle v\times v}-Einheitsmatrix und {\displaystyle J} die {\displaystyle v\times v}-Einsmatrix bezeichnet. Es sind also die Matrixelemente in der Hauptdiagonalen gleich  {\displaystyle k} und überall sonst gleich {\displaystyle \lambda }.
Man hat also:
{\displaystyle A{A^{T}}={\begin{pmatrix}{k}&{\lambda }&\ldots &{\lambda }\\{\lambda }&{k}&\ldots &{\lambda }\\\vdots &\vdots &&\vdots \\{\lambda }&{\lambda }&\ldots &{k}\end{pmatrix}}}.
Daraus ergibt sich nach elementaren Matrizenumformungen:
{\displaystyle ({\det {A}})^{2}=\det({A{A^{T}}})=k^{2}\cdot n^{v-1}},
wobei ausgenutzt wurde, dass in symmetrischen {\displaystyle 2{\text{-}}(v,k,\lambda )}-Blockplänen {\displaystyle k(k-1)=(v-1)\lambda } gilt, und weiter
{\displaystyle ({\det {A}})^{2}\cdot n=k^{2}\cdot n^{v}={(k\cdot n^{\frac {v}{2}})}^{2}} .
Dann steht auf der rechten Seite der Gleichung eine Quadratzahl, denn nach Voraussetzung ist {\displaystyle v} eine gerade Zahl. Da jedoch auf der linken Seite mit {\displaystyle ({\det {A}})^{2}} eine weitere Quadratzahl steht, kann es nur so sein, dass {\displaystyle n} selbst schon eine Quadratzahl ist.

## Anwendung
Nach dem Satz von Schützenberger ist die Existenz eines symmetrischen {\displaystyle 2{\text{-}}(22,7,2)}-Blockplans ausgeschlossen.